# Dologale dybowskii
Dologale dybowskii (Мангуст Поусаргуса) — ссавець, представник ряду хижих із родини мангустових. Вид відомий по 31 музейному зразку та кільком можливим спостереженням, втім більше двох останніх десятиліть таких не було. Мабуть обмежується вузьким поясом савано-лісової мозаїки на північ від екватора. Країни поширення: Центральноафриканська Республіка, Демократична Республіка Конго, Судан, Уганда. Він, як відомо, займає гущавини берега озера Альберт, а також гірські лісисті луки. Є припущення, що цей мангуст живе в перехідній області між високим лісів та лісистою саваною, якій характерна менша кількість опадів.

## Етимологія
Вид названий на честь Жана Дубовського (англ. Jan (Jean) Dubowski, 1856—1928), ботаніка та дослідника Африки, особливо екваторіальних областей. Він очолював експедицію в Конго в 1891 році і написав оповіді про свої подорожі La route du Tchad (1893) та Le Congo meconnu (1912). Дубовський створив нові сади і плантації в Тунісі та організував школи сільського господарства. Пізніше (бл. 1908) він став французьким генеральним інспектором колоніального сільського господарства. Сім'ї Дубовських включала багато вчених, у тому числі видатних арахнологів, тому важко відстежити точно, що названо в честь кого. 

## Морфологія
Морфометрія. Довжина голови й тіла: 250—330 мм, довжина хвоста: 160—230 мм, вага: 300—400 гр.
Опис. Смуги відсутні. Голова і шия чорні, посипані сивиною й сірувато-білуватим забарвленням. Спина, хвіст і кінцівки світліші і мають коричневі плями. Низ червонувато-сірого кольору. Шерсть коротка. Мордочка не подовжена, як у Crossarchus. 

## Поведінка
Комахоїдний. Деякі дані свідчать, що Dologale dybowskii, принаймні частково денний. Має сильні кігті, що може свідчити про пристосування до риття. 

## Загрози та охорона
Основні загрози невідомі. Записаний у єдиній природоохоронній зоні на північному сході Демократичної Республіки Конго. Незнання біології цього виду та вимог до середовища проживання роблять цей вид пріоритетним для вивчення.